# 53-тя вулиця (Мангеттен)
53-тя вулиця (англ. 53rd Street) — східно-західна вулиця в центрі Мангеттена, Нью-Йорк, довжина якої становить 2,94 км. Вулиця пролягає на захід від Саттон-Плейс через більшу частину ширини острова, закінчуючись біля парку ДеВітта Клінтона на Одинадцятій авеню.
З цієї вулиці можна дістатися до станційного комплексу Лексінгтон авеню – 53-тя вулиця/51-ша вулиця, одного з найжвавіших у системі нью-йоркського метрополітену, який обслуговують потяги 4, 6 та <6> E та M. Станція «Сьома авеню», яка обслуговується (поїздами B, D та E), є такою ж жвавою станцією пересадки. Тунель 53-ї вулиці проходить лінію IND Бульвар Квінс (потяги E і M) нью-йоркського метрополітену під Іст-Ривер між Мангеттеном і Квінсом.
Серед відомих будівель, розташованих на вулиці - надвисокий хмарочок 53W53, 12-та найвища будівля у Нью-Йорку.